# Straßenbahnsignale in Deutschland
Die Straßenbahnsignale in Deutschland dienen der Verkehrsregelung von Straßenbahnzügen und richten sich nach der Straßenbahn-Bau- und Betriebsordnung (BOStrab). Die Fahrsignale (F 0 bis F 5) sind sogenannte Balkensignale, die auch für einige andere Fahrzeuge des Öffentlichen Personennahverkehrs, insbesondere Omnibusse, gelten. Sie zählen zur Gruppe der Lichtzeichenanlagen.
Balkensignale gibt es auch in vielen anderen Ländern. Im Folgenden findet sich eine Auswahl der gültigen Signale nach der BOStrab einschließlich der nach den örtlichen Dienstvorschriften für den Fahrverkehr (DF) weiterhin gültigen „alten“ Signale der ostdeutschen Bundesländer sowie regional gültige Signale. Ein Teil der hier abgebildeten Signale wird auch für Oberleitungsbusse verwendet (neben den Balkensignalen die Signale St 1 bis St 7 sowie G 2a). Sofern es regional Abweichungen von der BOStrab gibt, sind diese ausdrücklich zulässig (§ 65 Abs. 3 BOStrab), sofern die Technische Aufsichtsbehörde in dem jeweiligen Fall eine Änderung nicht verlangt hat.

## Haupt- und Vorsignale
Haupt- und Vorsignale werden auf Streckenabschnitten mit Zugsicherung angewendet. Sie sind nur noch als Lichtsignale vorgesehen und entsprechen wie auch die Vorsignale, die in der BOStrab »Vorankündigungssignale« genannt werden, dem H/V-Signalsystem der Eisenbahn. Sie können in gleicher Weise mit Geschwindigkeitssignalen G 1 und G 2 ergänzt werden.
| Kurzzeichen | Bedeutung                                                                       | Beschreibung                                                           | Bild |
| ----------- | ------------------------------------------------------------------------------- | ---------------------------------------------------------------------- | ---- |
| H 0         | Halt                                                                            | ein rotes Licht                                                        |      |
| H 1         | Fahrt                                                                           | ein grünes Licht                                                       |      |
| H 2         | Fahrt mit Geschwindigkeitsbeschränkung                                          | ein grünes über einem gelben Licht                                     |      |
| V 0         | Am folgenden Hauptsignal ist Halt zu erwarten                                   | zwei gelbe Lichter nach rechts steigend                                |      |
| V 1         | Am folgenden Hauptsignal ist Fahrt zu erwarten                                  | zwei grüne Lichter nach rechts steigend                                |      |
| V 2         | Am folgenden Hauptsignal ist Fahrt mit Geschwindigkeitsbeschränkung zu erwarten | ein grünes und ein gelbes Licht von links nach rechts stärker steigend |      |

Auf Zugsicherungsstrecken in klassischen Straßen- und auch Stadtbahnnetzen wird wegen des im Vergleich zu Eisenbahnfahrzeugen besseren Bremsvermögens häufig auf die Vorsignalisierung verzichtet. Hauptsignale werden häufig durch Mastschilder ergänzt, die insbesondere das Verhalten im Störungsfall regeln. Sie sind jedoch bis auf das schräg schwarz-weiß gestreifte Standortkennzeichen So 3 und das weiß-gelb-weiß-gelb-weiße Mastschild So 4 nicht in der BOStrab enthalten. Vielfach werden die von Eisenbahnbetrieben bekannten weiß-rot-weißen Mastschilder genutzt.

## Fahrsignale bei Fahrt auf Sicht
| Kurzzeichen            | Bedeutung                                                                                    | Bild oder Beschreibung |
| ---------------------- | -------------------------------------------------------------------------------------------- | ---------------------- |
| F 0                    | Halt                                                                                         |                        |
| F 1                    | Fahrt freigegeben nur geradeaus                                                              |                        |
| F 2                    | Fahrt freigegeben nur nach rechts                                                            |                        |
| F 3                    | Fahrt freigegeben nur nach links                                                             |                        |
| F 4                    | Halt zu erwarten (örtlich gemäß der jeweiligen DFStrab auch: Freigabe oder Halt zu erwarten) |                        |
| F 5 (Permissiv-Signal) | Fahrt freigegeben unter Beachtung der Abbiegeregeln gemäß § 9 StVO                           |                        |

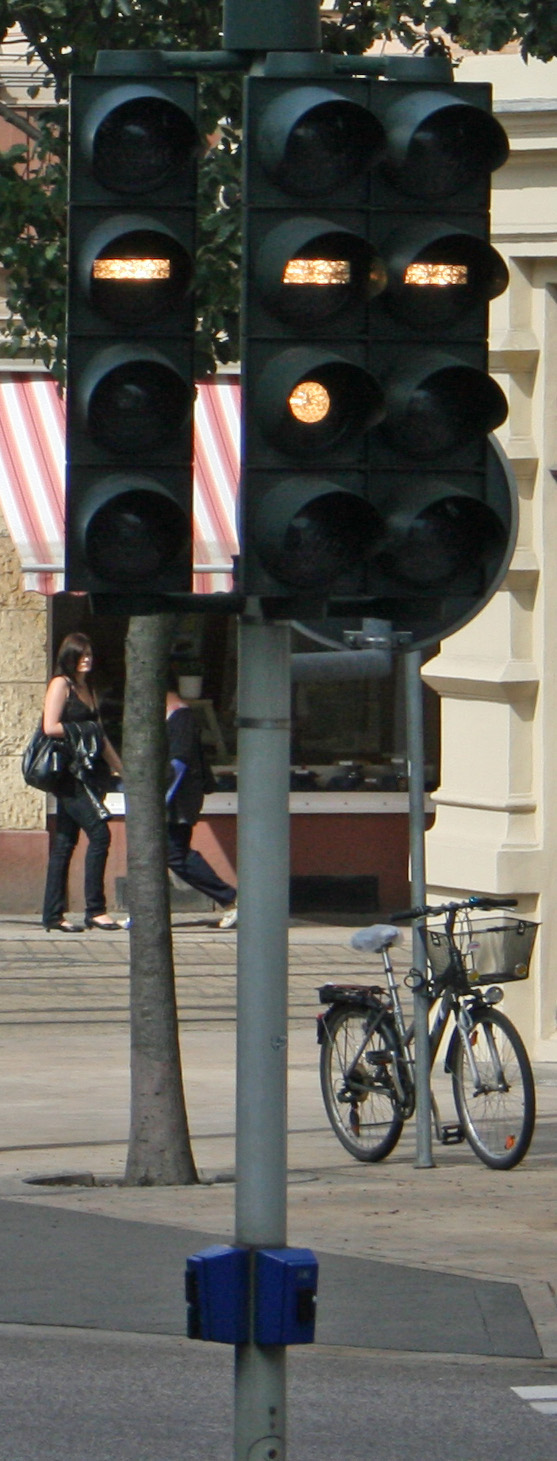
Signalanlage für drei Fahrtrichtungen in Halle (Saale) am Franckeplatz

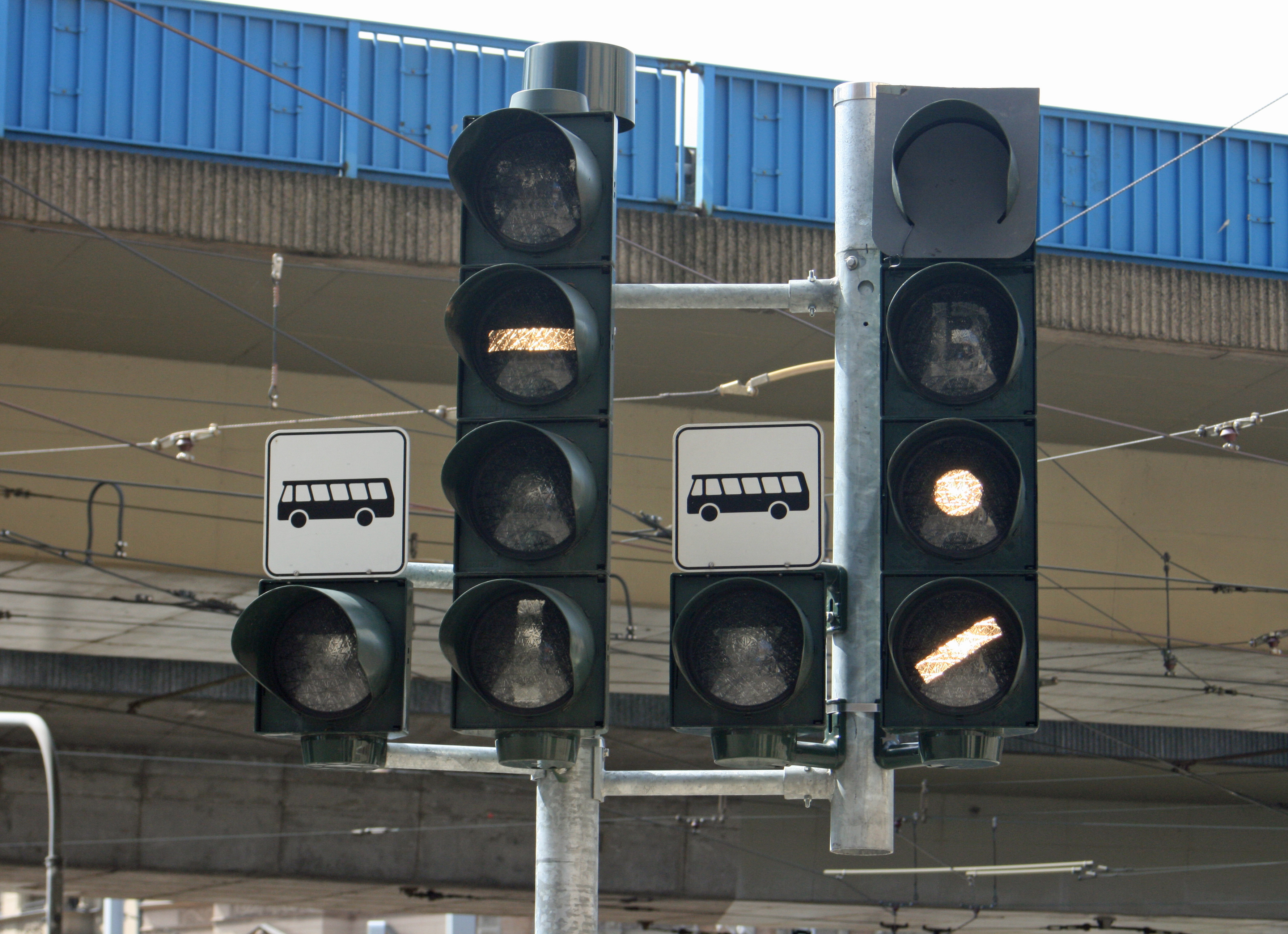
Signalanlage für je zwei Fahrtrichtungen für Bus und Straßenbahn in Halle (Saale) am Franckeplatz

Äußerlich ähneln die Signalgeber denen einer konventionellen Ampel, die Lichtzeichen unterscheiden sich jedoch in ihrer Darstellung. So wird die Rotzeit als quer liegender Balken in weißer Farbe dargestellt, die Übergangszeit wird durch einen Kreis angezeigt. Bei Beginn der Freigabezeit kann entweder ein auf der Spitze stehendes Dreieck oder ein senkrecht bzw. diagonal stehender Balken aufleuchten. Im Falle des Dreiecks, auch Permissivsignal genannt, muss der Fahrer dem vorfahrtberechtigten Verkehr Vorrang geben. Dieses Signal kann mit dem „Zeichen 205: Vorfahrt gewähren!“ verglichen werden. Im Falle des Balkens ist die Fahrt in die entsprechende Richtung freigegeben, analog einem Pfeil in einer grünen Signallaterne. Durch diese Unterschiede sind die Begriffe mit den übrigen Lichtzeichen unverwechselbar.
Fahrsignale werden in Signalschirmen mit einer bis fünf Laternen untereinander zusammengefasst. Für jede Fahrtrichtung gibt es einen separaten Signalgeber, also bis zu drei nebeneinander. In der Abbildung rechts oben kann die Signalanlage die folgenden Signale zeigen (jeweils von oben nach unten): links „Signal kommt“, F 0, F 4, F 3; Mitte „Signal kommt“, F 0, F 4, F 1; und rechts „Signal kommt“, F 0, F 4, F 2. Gezeigt wird Halt für alle Richtungen und Freie Fahrt erwarten für die Richtung geradeaus.
Benutzen Oberleitungsbusse oder Linienomnibusse Fahrwege, die von öffentlichen Straßen getrennt sind, dann gibt es für diese ebenfalls die Fahrsignale F 0 bis F 5. Häufig werden die Signale für Straßenbahnzüge, Oberleitungsbusse oder Linienomnibusse durch Zusatzschilder nach § 39 der StVO gekennzeichnet.
Das obere Bild zeigt von links nach rechts: erstes Signal „Halt“ (F 0), mittig die in der BOStrab nicht vorgesehene Kombination von „Halt“ (F 0) und darunter „Halt erwarten“ (F 4), rechts wiederum „Halt“ (F 0). Die mittlere Darstellung wird örtlich (beispielsweise nach der DFStrab der HAVAG in Halle (Saale) mit einer abweichenden Bedeutung für F 4) als Ankündigung für ein Signal F 2, F 3 oder F 5 gewertet (analog zum „Rot-Gelb“ der StVO), wäre jedoch allein nach dem aktuellen Stand der BOStrab rechtlich eine „Nonsens-Darstellung“ von „Halt“ und „Halt erwarten“.
Das Bild darunter zeigt von links nach rechts: erstes Signal für Bus geradeaus: „Signal kommt“, F 5; zweites Signal für geradeaus fahrende Straßenbahnzüge: „Signal kommt“, F 0, F 4, F 1; drittes Signal für Bus rechts abbiegend: „Signal kommt“, F 5; viertes Signal für rechts abbiegende Straßenbahnzüge: „Signal kommt“, F 0, F 4, F 2. In der Abbildung zeigt die Signalanlage für Straßenbahnzüge aktuell Halt für geradeaus und Halt erwarten für Rechtsabbieger.

## Abfertigungssignale
| Kurzzeichen | Bedeutung       | Bild oder Beschreibung |
| ----------- | --------------- | ---------------------- |
| A 1         | Türen schließen |                        |
| A 2b        | Abfahren        |                        |

Das Signal A 1 darf weiß oder gelb sein, das Signal A 2b weiß oder grün.
In München steht statt „T“ ein weißes „F“ (für „fahrbereit machen“) und das Signal A 2b wird abweichend als „freie Fahrt voraus“ (als Vorsignal für F 1 verwendet) verwendet.

## Geschwindigkeitssignale
| Kurzzeichen | Bedeutung                                                                         | Bild oder Beschreibung |
| ----------- | --------------------------------------------------------------------------------- | ---------------------- |
| G 1a        | Ankündigung der Geschwindigkeitsbeschränkung                                      |                        |
| G 1b        | Ankündigung der Geschwindigkeitsbeschränkung                                      |                        |
| G 2a        | Beginn der Geschwindigkeitsbeschränkung                                           |                        |
| G 2b        | Beginn der Geschwindigkeitsbeschränkung                                           |                        |
| G 3         | Ende der Geschwindigkeitsbeschränkung                                             |                        |
| G 4         | Änderung der zulässigen Geschwindigkeit nach oben (ersetzt G 3 zusammen mit G 2a) |                        |

Die Kennziffer auf den Geschwindigkeitssignalen muss mit zehn multipliziert werden. Dann erhält man, analog zur Eisenbahn, die zulässige Geschwindigkeit in Kilometern pro Stunde. In einigen Fällen wird die Geschwindigkeit vollständig, also zum Beispiel als 20 für 20 km/h angezeigt.
Es gibt auch Anzeigen, die den Fahrern öffentlicher Verkehrsmittel die optimale Geschwindigkeit mitteilen, z. B. wie schnell er fahren muss/kann, dass er, nachdem er an der Haltestelle gehalten hat, die nächste Fahrt nicht daran hindert, diese zu erreichen, indem er an der Ampel steht und die Haltestelle blockiert.

## Schutzsignale
| Kurzzeichen | Bezeichnung  | Bedeutung                                                                          | Bild oder Beschreibung                                               |
| ----------- | ------------ | ---------------------------------------------------------------------------------- | -------------------------------------------------------------------- |
| Sh 1        | Zwangshalt   | hier bei Fahrt auf Sicht in jedem Fall anhalten                                    |                                                                      |
| Sh 2        | Schutzhalt   | Weiterfahrt unzulässig                                                             |                                                                      |
| Sh 3a       | Nothalt      | auf kürzestem Weg anhalten                                                         | mindestens drei kurze akustische Zeichen schnell hintereinander      |
| Sh 3b       | Nothalt      | auf kürzestem Weg anhalten                                                         | weiß-rot-weiße Fahne oder Arm im Kreis bewegt                        |
| Sh 3c       | Nothalt      | auf kürzestem Weg anhalten                                                         | Laterne (möglichst rot) oder leuchtender Gegenstand im Kreis bewegt  |
| Sh 3d       | Nothalt      | auf kürzestem Weg anhalten                                                         | rotes Blinklicht oder mehrere rote Lichter untereinander             |
| Sh 4        | Läuten       | akustische Warnsignale geben                                                       |                                                                      |
| Sh 5        | Achtung      | akustisches Warnsignal zum Warnen von Personen                                     | mäßig langer Ton oder Läutezeichen                                   |
| Sh 6        | Grenzzeichen | Grenze, bis zu der bei zusammen- laufenden Gleisen das Gleis be- setzt werden darf |                                                                      |
| Sh 7        | Haltetafel   | Stelle, an der die Spitze des Zuges halten soll                                    | Kann auch mit einem schwarzen H auf weißem Grund dargestellt werden. |

## Schaltsignale
| Kurzzeichen | Bezeichnung                                     | Bedeutung                                                                                  | Bild oder Beschreibung |
| ----------- | ----------------------------------------------- | ------------------------------------------------------------------------------------------ | ---------------------- |
| St 1        | Signalkontakt                                   | Signalkontakt ist zu betätigen                                                             |                        |
| St 2        | Weichenkontakt                                  | Weichenkontakt ist zu betätigen                                                            |                        |
| St 3        | Ausschalten                                     | Vom Signal St 3 an muss der Fahrstrom ausgeschaltet sein                                   |                        |
| St 4        | Einschalten erlaubt                             | Vom Signal St 4 ab darf der Fahrstrom eingeschaltet werden                                 |                        |
| St 5        | Stromabnehmer abziehen                          | Vom Signal St 5 ab muss der Stromabnehmer abgezogen sein                                   |                        |
| St 6        | Stromabnehmer anlegen                           | Vom Signal St 6 ab darf der Stromabnehmer wieder angelegt sein                             |                        |
| St 7        | Streckentrenner                                 | Der Abschnitt ist stromlos zu befahren                                                     |                        |
| St 8        | Halt für Fahrzeuge mit angelegtem Stromabnehmer | Fahrten über Signal St 8 hinaus sind für Fahrzeuge mit angelegtem Stromabnehmer unzulässig |                        |

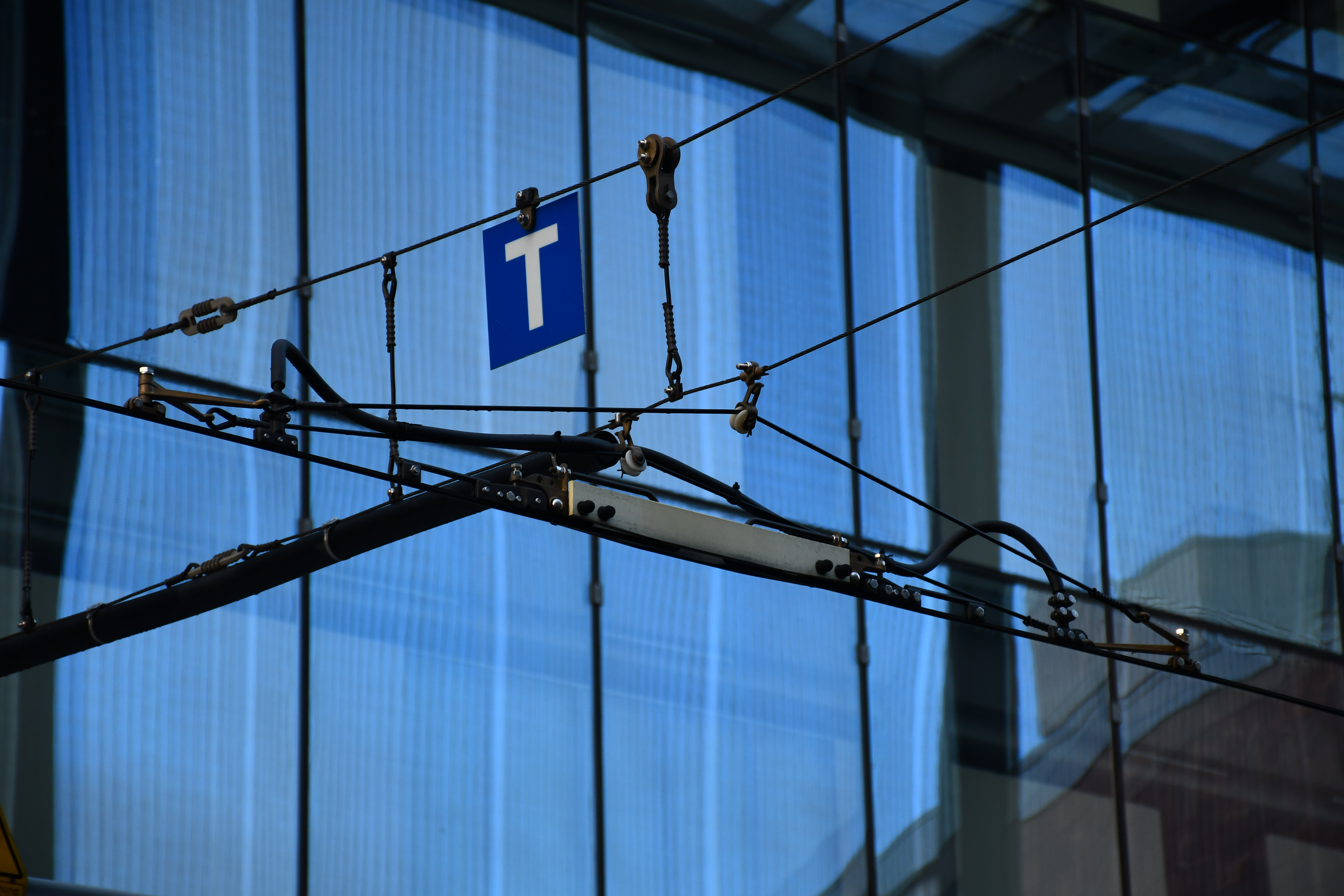
Signal St 7 mit Streckentrenner

Bei modernen Anlagen handelt es sich bei St 1 und St 2 in der Regel nicht mehr um (Fahrleitungs)kontakte, sondern um Sensoren anderer Art. Die Signale St 3 bis 6 und 8 entsprechen in Aussehen und Bedeutung den Fahrleitungssignalen El 1, 2 und 4 bis 6 des deutschen Eisenbahn-Signalbuches.

## Weichensignale
| Kurzzeichen | Bedeutung                                                             | Bild oder Beschreibung |
| ----------- | --------------------------------------------------------------------- | ---------------------- |
| W 1         | Weiche steht für Fahrt geradeaus mit höchstens 15 km/h                |                        |
| W 2         | Weiche steht für Fahrt nach rechts mit höchstens 15 km/h              |                        |
| W 3         | Weiche steht für Fahrt nach links mit höchstens 15 km/h               |                        |
| W 11        | Weiche verschlossen, Fahrt geradeaus mit zulässiger Geschwindigkeit   |                        |
| W 12        | Weiche verschlossen, Fahrt nach rechts mit zulässiger Geschwindigkeit |                        |
| W 13        | Weiche verschlossen, Fahrt nach links mit zulässiger Geschwindigkeit  |                        |
| W 14        | Weiche darf nicht aufgefahren werden                                  |                        |
| W 0         | Weiche wird befahren und kann nicht umgestellt werden                 |                        |

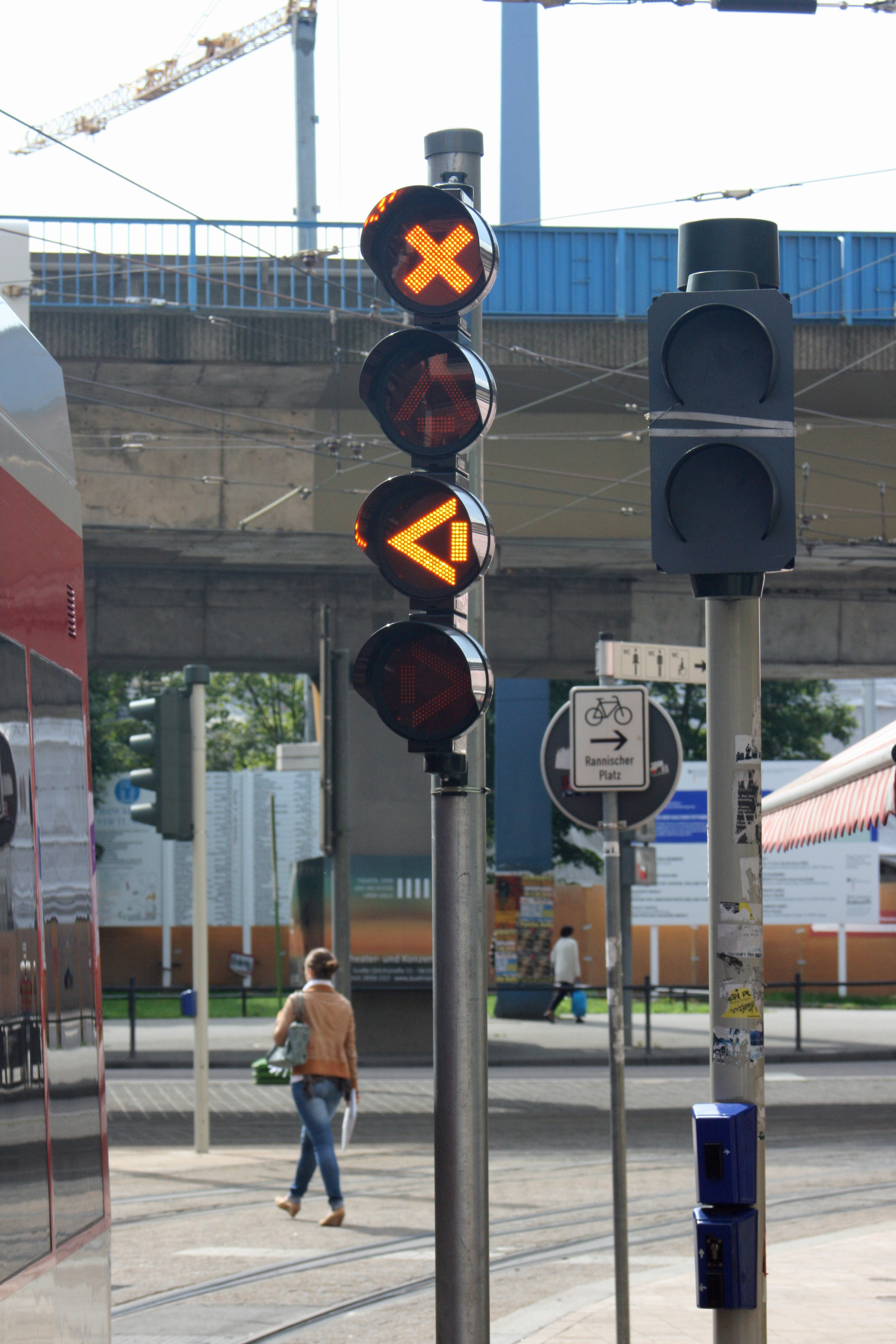
Komplette Weichensignalanlage für eine Doppelweiche

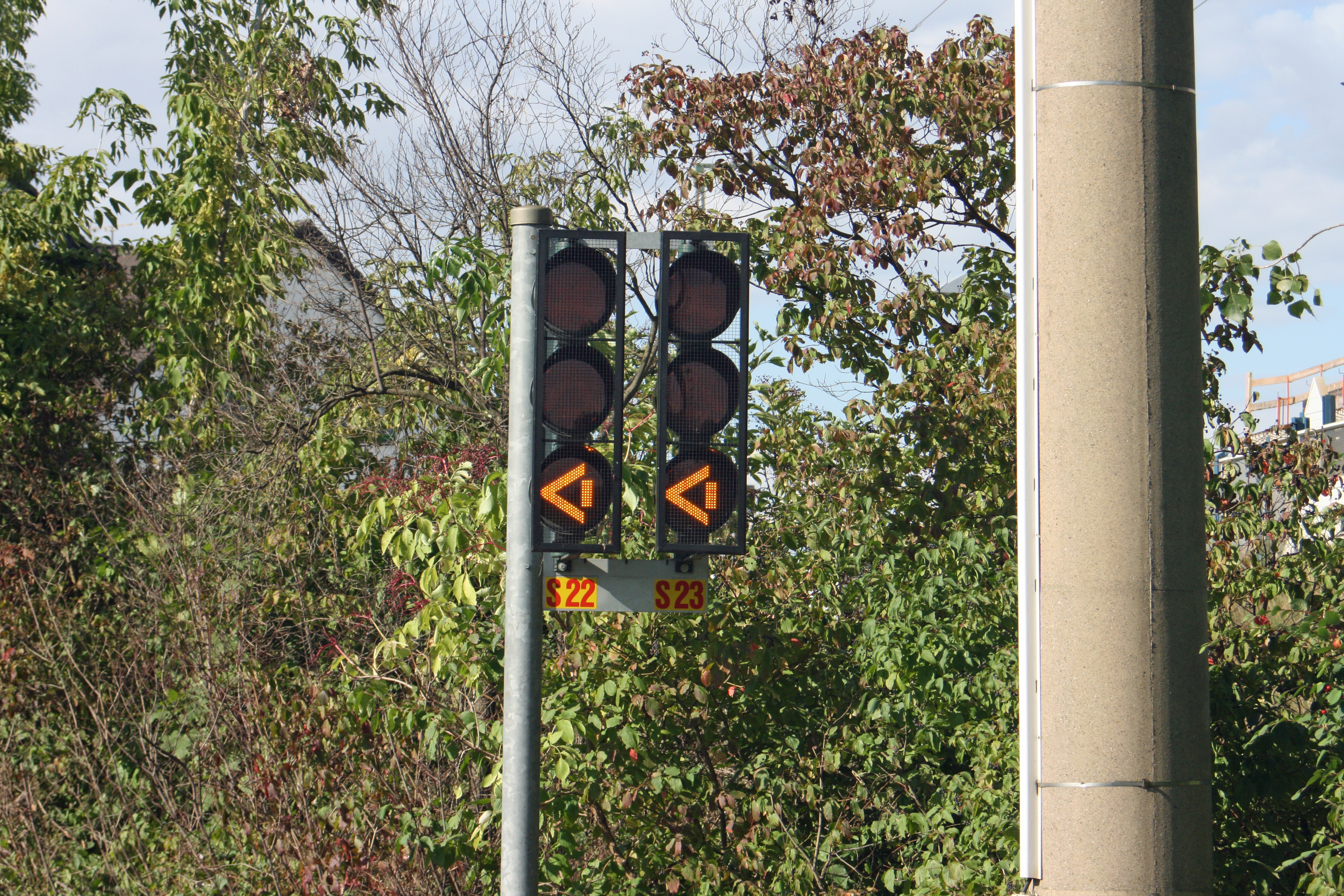
Weichensignalanlage für zwei Weichen hintereinander

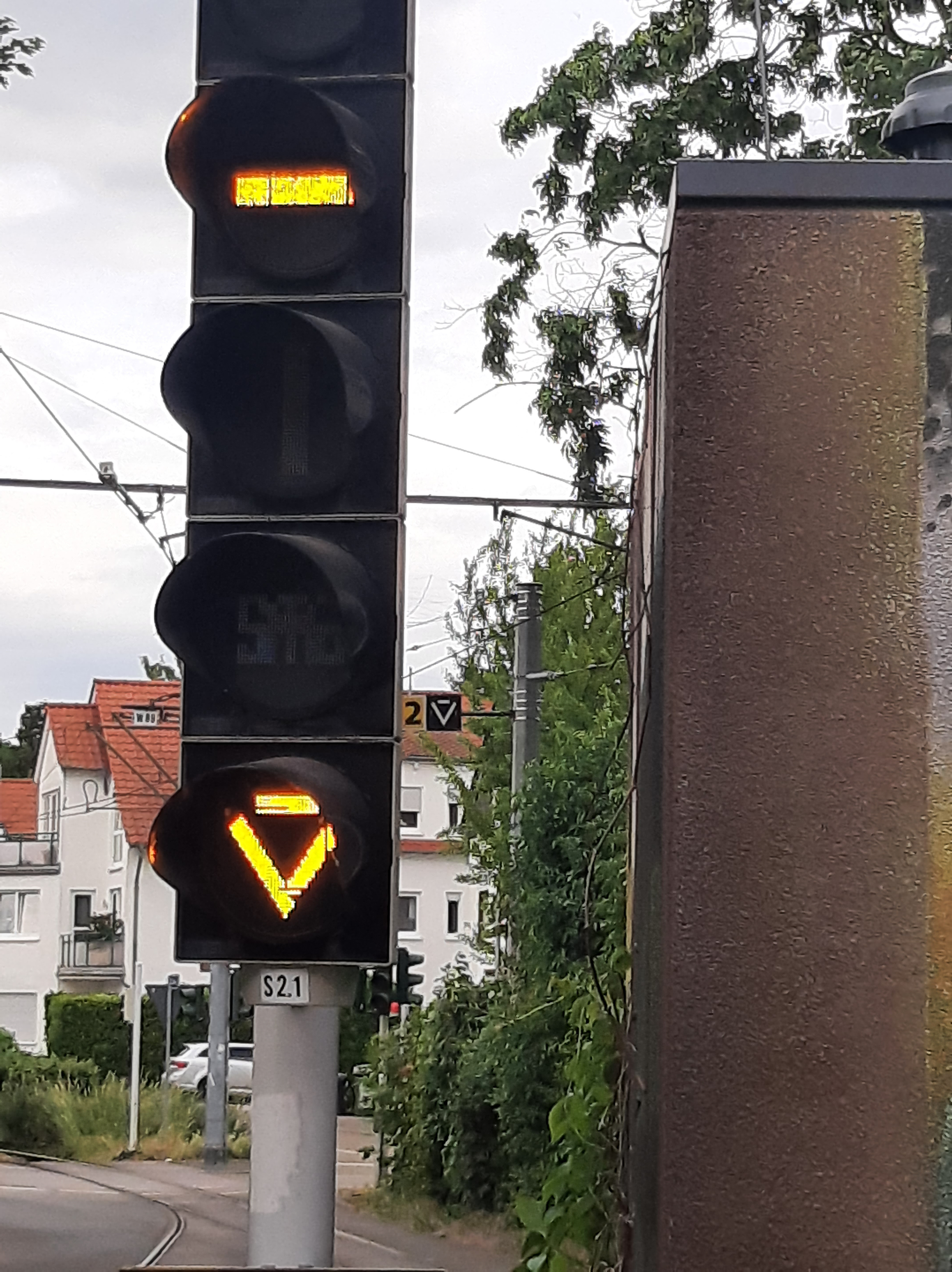
In seltenen Fällen kommt das W 14 als Lichtsignal vor (hier wegen des eingleisigen Betriebs an der Strecke); in der Regel ist es eine Tafel

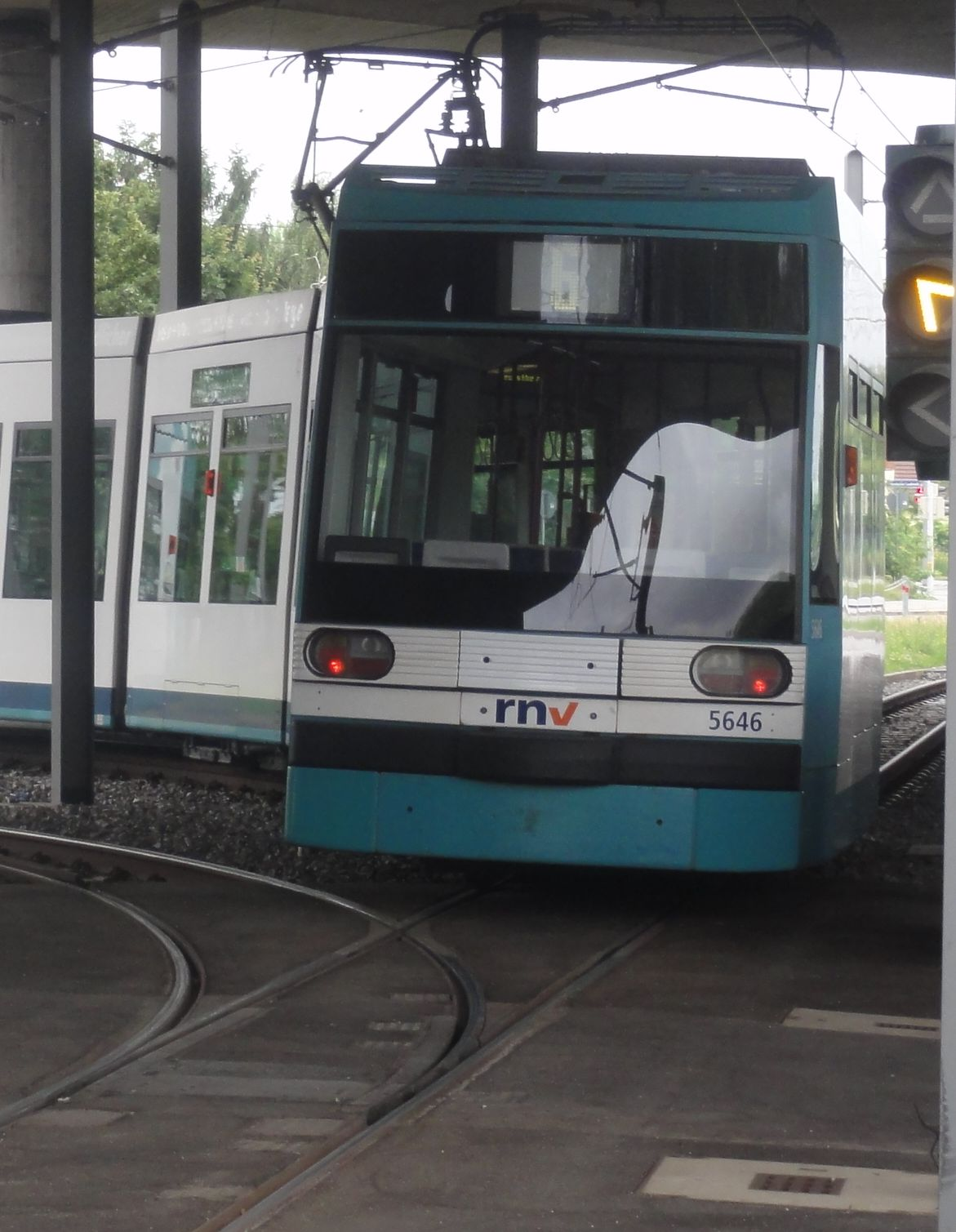
Je nach örtlicher DFStrab, kann ebenfalls ein schräger Pfeil zur Signalisierung zweier aufeinanderfolgender Weichen genutzt werden

Die Symbole leuchten meist gelb, weiß ist ebenfalls erlaubt. Das Signal W 14 gibt es in der Regel nur als Tafel weiß auf schwarz; leuchtende W 14 existieren im Bereich des Zwickauer Modells.
Eine Weichensignalanlage zeigt die Richtungen für jeweils eine Weiche an. Dazu sind eine bis vier Signallaternen untereinander angeordnet. In der Abbildung rechts oben kann von oben nach unten gezeigt werden: W 0, W 11, W 13 und W 12. In diesem Falle gilt die Signalanlage für zwei Weichen hintereinander. Angezeigt wird hier, dass der am linken Rand erkennbare Zug die Weiche auf der Stellung nach links blockiert. Die Weiche kann also momentan von keinem anderen Zug umgestellt werden. Außerdem kann die Weiche mit der vollen vorgesehenen Geschwindigkeit befahren werden. Können zum Beispiel zwei Weichen hintereinander nach links zeigen, dann kann das auch mit zwei Signalen nebeneinander dargestellt werden (siehe Bild rechts). Der Unterschied zwischen W 1, W 2 und W 3 einerseits und W 11, W 12 und W 13 andererseits besteht darin, dass die Zungenvorrichtung in der jeweiligen Endlage im ersten Fall nur kraftschlüssig (Weiche ohne Verschluss), im zweiten Fall jedoch formschlüssig festgelegt werden (die Weiche ist geriegelt).

## Überwachungssignale für Bahnübergänge
| Kurzzeichen | Bezeichnung              | Signalbild                                                                                    | Bedeutung                                                 | Bild oder Beschreibung |
| ----------- | ------------------------ | --------------------------------------------------------------------------------------------- | --------------------------------------------------------- | ---------------------- |
| Bü 0        | Überwachungssignal       | Ein schwarz-weiß schräg gestreiftes, rückstrahlendes Mastschild                               | Halt vor dem Bahnübergang – Weiterfahrt nach Verkehrslage |                        |
| Bü 1        |                          | Ein weißes Blinklicht über einem schwarz-weiß schräg gestreiften, rückstrahlendes Mastschild  | Bahnübergang darf befahren werden                         |                        |
| Bü 2        | Bahnübergang Ankündigung | Eine rechteckige schwarze Tafel mit vier auf den Spitzen übereinander stehenden weißen Rauten | Überwachungssignal erwarten                               |                        |

## Sondersignale
| Kurzzeichen | Bezeichnung                           | Bedeutung | Bild oder Beschreibung                                                                                                  |
| ----------- | ------------------------------------- | --- | --- |
| So 1        | Beginn einer Strecke mit Zugsicherung | Übergang vom Fahren auf Sicht zum Fahren auf Zugsicherung | eine quadratische Tafel mit zwei schwarzen Punkten übereinander                                                         |
| So 2        | Ende einer Strecke mit Zugsicherung   | Übergang vom Fahren auf Zugsicherung zum Fahren auf Sicht | eine quadratische Tafel mit zwei schwarzen Punkten übereinander und einem nach rechts steigenden roten Diagonalstreifen |
| So 3        | Standortkennzeichen                   | gibt Standort eines Hauptsignals an | |
| So 4        | Auftragsschild                        | auf besondere Anweisung am haltzeigenden Signal vorbeifahren | |
| So 5        | Begegnungsverbot Anfang               | Es darf nur weitergefahren werden, wenn das Gegengleis frei ist. Das Begegnungsverbot kann durch Zusatzschilder für bestimmte Richtungen oder Fahrzeuge eingeschränkt werden. | |
| So 6        | Begegnungsverbot Ende                 | Das Begegnungsverbot endet an dieser Stelle. Zeichen kann entfallen, wenn das Ende einer Engstelle offensichtlich ist.                                                        | |

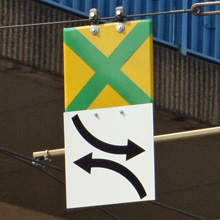
So 5 am Franckeplatz in Halle (Saale): Begegnungsverbot für zwei entgegenkommende links abbiegende Züge

Das Sondersignal So 5 kann mit einem Zusatzsignal auch die Streckenführung kennzeichnen, für die das Schild gilt. Im Falle der Abbildung rechts oben ist nur die Begegnung zweier links abbiegender Züge verboten. Da es sich hier nicht um eine längere Strecke handelt, gibt es ausnahmsweise kein Ende-Signal So 6.

## Alte Signale mit lokaler Gültigkeit
Diese Signale bleiben lokal gültig, werden teilweise durch die Signale nach der BOStrab ersetzt und gelten oft parallel zu den neuen Signalen.
| Kurzzeichen          | Bedeutung                                                   | Bild oder Beschreibung |
| -------------------- | ----------------------------------------------------------- | ---------------------- |
| alt St 6             | Halt                                                        |                        |
| alt St 7 (neu): We 1 | Fahrt frei geradeaus                                        |                        |
| alt St 8 (neu): We 2 | Fahrt frei nach rechts                                      |                        |
| alt St 9 (neu): We 3 | Fahrt frei nach links                                       |                        |
| alt St 10            | Fahrt frei geradeaus und nach rechts                        |                        |
| alt St 11            | Fahrt frei geradeaus und nach links                         |                        |
| alt St 23            | Einem anderen Zug ist Vorfahrt zu gewähren                  |                        |
| alt St 24            | Vorfahrt gegenüber einem anderen Zug                        |                        |
| alt St 29            | Haltestelle                                                 |                        |
| alt St 29a           | Doppelhaltestelle                                           |                        |
| alt St 36            | Weiche, an der die Begegnung mit einem Gegenzug erlaubt ist |                        |

Die Signale St 7 bis 11 entsprechen in ihrer Bedeutung den Fahrsignalen F 0 bis 4, wobei auch andere Kombinationen wie »Frei nach rechts und links« möglich sind.

## Regional gültige Signale
Entsprechend den örtlichen Gegebenheiten gibt es Signale, die nur regional gültig sind.
| Bild                                                                | Beschreibung | Bezeichnung            | Bedeutung | Orte |
|                                                                     | Ein grünes über einem gelben Licht                                                                                       | H 2                    | Fahrt frei auf abzweigender Fahrstraße | Düsseldorf, Duisburg |
|                                                                     | Ein gelbes Licht | H 3                    | Fahrt auf Sicht in ein teilweise besetztes Gleis oder Stellgleis (Zugsicherung) | Bielefeld, Bonn, Rhein-Ruhr |
|                                                                     | Drei weiße oder gelbe Lichtpunkte in V-Form.                                                                             | H 4                    | Ersatzsignal: Freigabetaste betätigen, Fahrt auf Sicht bis zur Vorbeifahrt am zweiten „Fahrt frei“ zeigenden Hauptsignal. (Fahren auf Zugsicherung) Gilt auch bei unvollständigem Signalbild (nur drei weiße oder gelbe Lichtpunkte in V-Form, ohne H 0). In Dortmund auch in Verbindung mit F 0.                                                                                  | Bielefeld, Rhein-Ruhr, Karlsruhe |
|                                                                     | | Sh 10                  | Weiterfahrt in Pfeilrichtung verboten. Kann durch Fahrzeugtypenangaben ergänzt werden. | Düsseldorf, Duisburg |
|                                                                     | | St 1a                  | Signalkontakt kann erneut angefordert werden | Düsseldorf, Duisburg |
|                                                                     | Eine quadratische blaue Tafel mit einem weißen ME                                                                        | St 2a                  | Meldeempfänger – Wagen steht über der Koppelspule – Hier Weichentaster betätigen | Bochum/Gelsenkirchen, Duisburg Essen, Mülheim a.d. Ruhr, Krefeld                                                                      |
|                                                                     | Eine quadratische blaue Tafel mit einem weißen Schlüsselsymbol                                                           | St 10                  | Das Signal St 10 kennzeichnet den Schaltkasten, an dem ein Anforderungsschalter für einen Signalbegriff zur Weiterfahrt zu bedienen ist. | Düsseldorf, Duisburg |
|                                                                     | Eine quadratische blaue Tafel mit einem gelben Schlüsselsymbol                                                           | St 11                  | Das Signal St 11 kennzeichnet den Schaltkasten, an dem eine eigentlich automatische Signalanforderung durch einen handbedienten Schalter wiederholt werden kann. | Düsseldorf, Duisburg |
|                                                                     | | So 10                  | Das Signal So 10 zeigt den Wechsel der Seitenlage der Bahnsteige und damit die Notwendigkeit zum Wechsel der Türfreigabe an. HO = Hochbahnsteig MI = Mittelhoch SO = Schienenoberkante | Düsseldorf, Duisburg |
|                                                                     | Ein weiß leuchtendes „K“                                                                                                 | So 14                  | Eine Kontaktanforderung ist wirksam geworden | NRW, München |
|                                                                     | Ein weiß leuchtendes „A“                                                                                                 | So 17                  | Anschluss abwarten (entgegen dem Fahrplan; auch für den Übergang Bus/Straßenbahn). (Leipzig, Nürnberg, Ulm und Rhein-Neckar: Anmeldung) | Halle (Saale), Leipzig, Nürnberg, Bochum/Gelsenkirchen, Düsseldorf, Duisburg, Essen, Mülheim (Ruhr) und Wolfenbüttel (bei Omnibussen) |
|                                                                     | Eine weiß blinkende Straßenbahn                                                                                          | So 19                  | Das Signal So 19 zeigt an, dass die Fußgängerwarnanlage an der Überquerungsstelle im Gleisbereich eingeschaltet ist. (Variante zu Bü1 außerhalb des Zugsicherungsbereichs.) | NRW |
|                                                                     | | So 21                  | Das Signal So 21 ist an Überwachungssignalen angebracht und schreibt die Betriebsregelung bei gestörten Signalen vor. 2. Zeile: Wartezeit vor Weiterfahrt in Minuten. 3. Zeile: Höchstgeschwindigkeit bei Weiterfahrt. 4. und weitere Zeile: Ende der Geschwindigkeitsbeschränkung.                                                                                                | Duisburg |
|                                                                     | | So 21a                 | Besondere Anweisungen bei gestörten Signalen | Düsseldorf |
|                                                                     | | So 22                  | Außenspiegel einklappen | Düsseldorf, Essen, Mülheim, Rhein-Neckar                                                                                              |
|                                                                     | | So 23                  | Außenspiegel ausklappen | Düsseldorf, Essen, Mülheim, Rhein-Neckar                                                                                              |
|                                                                     | |                        | Vorfahrt nach StVO beachten | |
|                                                                     | |                        | Ende der Kontaktstrecke; in Halle (Saale) gemäß der dortigen DFStrab Ende der koordinierten Freigabe | |
|                                                                     | |                        | Türen rechts, Haltestelle nach Zugwende mit Zweirichtungsfahrzeug MGT-K | Halle (Saale) |
|                                                                     | | Zs 11(S) St 9b (HAL)   | Signalbeeinflussung (ÖPNV-Vorrecht), örtlich auch „Gleis belegt“ Stuttgarter Straßenbahnen: Betriebszustandsanzeiger, es steht unter den Signalen, die während der Betriebszeit bedeutungsgemäß dunkelgeschaltet sein können. In Halle (Saale) gemäß der dortigen DFStrab Betriebliche Regelung (das Signal hat unterschiedliche Bedeutung je nach Aufstellort) Nach DFStrab St 9b | |
|                                                                     | |                        | Vorrücksignal, erlaubt bis zum nächsten Signal vorzurücken | Stuttgart |
|                                                                     | | H 5                    | Nachfahrsignal, erlaubt auf Sicht mit bis zu 30 km/h in eine Haltestelle einzufahren, beispielsweise, wenn dort ein Zug gerade hinausfährt | Stuttgart |
|                                                                     | | H 4                    | Vorsichtsignal, erlaubt auf Sicht mit bis zu 20 km/h zum nächsten Hauptsignal, Prellbock, stehenden Zug weiterzufahren | Stuttgart |
|                                                                     | |                        | „M“ Magnetkontakt. Das „M“ bedeutet, dass sich der Fahrzeugmagnet (Koppelspule) eines Triebwagens über einer Anforderungsschleife befindet. Nach Betätigen eines Weichentasters wird das Signal angefordert und das „A“ (Anmeldung) erscheint, teilweise im gleichen Signalfeld.                                                                                                   | Heidelberg, Mannheim |
|                                                                     | |                        | „WF“ bedeutet Wendefahrt. Es ist in Heidelberg am Bismarckplatz aufgestellt und bedeutet, dass der Triebwagen nicht zum Wenden ins Stumpfgleis fährt, sondern im Regelgleis wendet. | Heidelberg |
|                                                                     | |                        | Fahrtsignal kommt in Kürze | |
|                                                                     | |                        | Rückstellpflichtige Weiche – Weiche muss unmittelbar nach dem Befahren in angezeigte Richtung zurückgestellt werden | |
|                                                                     | |                        | Beginn einer Kurvenschmieranlage | |
|                                                                     | Eine quadratische Tafel mit orangen und gelben Diagonalstreifen, darunter Schriftzug GSA. Dazu meist ein Richtungspfeil. | So11                   | Gleisschmieranlage | Dresden |
|                                                                     | Eine weiße Tafel mit blauen Rand und schwarzer Kennziffer (Hier Kennziffer 4 für 40 km/h)                                | G5                     | Zulässige Geschwindigkeit am nächsten markanten Punkt (z. B. Weiche, Haltestelle). E-Schild (G 3) entfällt. | Dresden |
|                                                                     | |                        | Am nächsten Fahrsignal F 0 erwarten | Dresden, Freiburg, Heidelberg, Mannheim/Ludwigshafen                                                                                  |
|                                                                     | |                        | Am nächsten Fahrsignal F 1 erwarten | Dresden, Freiburg, Heidelberg, Mannheim/Ludwigshafen                                                                                  |
|                                                                     | Ein weißes Kreuz | F 6 (BO/GE, E, MH, DO) | Weichenanlage/Signalanlage gestört | Rhein-Ruhr, Heidelberg, Mannheim/Ludwigshafen                                                                                         |
|                                                                     | | So 11                  | Eingleisiger Streckenabschnitt durch Gegenzug belegt | Karlsruhe |
|                                                                     | Eine dreieckige, auf einer Seite stehende gelbe Tafel mit weißem Rand und schwarzer Ziffer.                              | G 5                    | Langsamfahrpunkt: Am Signal G 5 darf die Zugspitze maximal mit der angegebenen Geschwindigkeit vorbeifahren. | Hannover |
|                                                                     | | Sh 3e                  | Eingeschränkter Nothalt: Der Zug ist mit einer Betriebsbremsung, nötigenfalls mit einer Gefahrbremsung, vor dem Bahnsteig anzuhalten. Das Signal steht in Fahrtrichtung vor dem Bahnsteig. | Hannover |
|                                                                     | Ein gleichseitiges auf die spitze gestelltes weißes Dreieck.                                                             | Sh 9                   | Vorfahrt achten: Kennzeichnet die Stelle, an der die Vorfahrt eines anderen Schienenfahrzeugs zu beachten ist. | Hannover |
|                                                                     | Eine weiße, quadratische Tafel mit rotem Dreieck mit Spitze nach oben.                                                   | So 7                   | Höchstwertanzeiger beachten: An diesem Signal kann in der Zugsicherung die zulässige Höchstgeschwindigkeit heraufgesetzt werden. | Hannover |
|                                                                     | Ein grünes und zwei gelbe Lichter                                                                                        | H 3                    | Fahrt mit Geschwindigkeitsbeschränkung und auf Sicht (Zugsicherung) | Hannover |
|                                                                     | ein gelbes Licht | Hp 3                   | Am folgenden Hauptsignal ist Halt zu erwarten | Köln |
| Anmeldung an der nächsten LSA erfolgt.                              | ein blinkendes S |                        | Signal kommt, Anmeldung an LSA erfolgt | Darmstadt |
| LSA mit Vorsignalstafel                                             | ein weißes „V“ in einem schwarzen Kreis auf einer Tafel; an LSA-Mast befestigt.                                          | z                      | Signal ist nicht als Hauptsignal zu beachten; angezeigtes Balkensignal ist an der nächsten LSA zu erwarten. | Darmstadt |
|                                                                     | Eine rechteckige Tafel mit schwarzem Z auf weißem Grund.                                                                 |                        | Ende des Durchrutschwegs nach einer Station, ab hier kein Zurücksetzen mehr erlaubt | Wuppertaler Schwebebahn |
| Fahrverbot oder Rangierhalt                                         | Weißes Rechteck mit schwarzem H und weißem Rand                                                                          | Sh 8                   | Weiterfahrt verboten (ohne Zusatz) oder Halt für Rangierfahrten (mit Zusatz, für Züge eines bestimmten Typs) | Frankfurt am Main |
| Gleissperrsignal                                                    | Durch einen schwarzen Balken geteilter weißer Kreis in einem schwarzen Quadrat                                           | Sh 9                   | Gleisabschluss, Weiterfahrt verboten | Frankfurt am Main |
| Weiche muss nach dem Befahren in die Richtung zurückgestellt werden | Gelbes Rechteck mit einen ausgestanzten Pfeil in der Mitte                                                               | Sh 10                  | Rückstellpflichtige Weiche – Weiche muss unmittelbar nach dem Befahren in angezeigte Richtung zurückgestellt werden | Frankfurt am Main |
| Weiche darf ohne Antrag nicht umgestellt werden                     | Gelbes Rechteck mit einem ausgestanzten Kreis in der Mitte                                                               | Sh 11                  | Fixierte Weiche – Weiche darf ohne Antrag nicht umgestellt werden | Frankfurt am Main |
| Vorfahrt beachten                                                   | Nach unten zeigendes oranges Dreieck mit weißem Rand mit der Aufschrift "Vorfahrt beachten"                              | Sh 13                  | Zug muss dem Verkehr Vorfahrt geben (bei Signalausfall) | Frankfurt am Main |
|                                                                     | ein gelbes Licht | H 3                    | Fahrt mit Geschwindigkeitsbeschränkung (20 km/h) | Frankfurt am Main |
|                                                                     | drei Punkte in Form eines Dreiecks                                                                                       | F 7                    | Streckenabschnitt gesperrt oder gestört - weiterfahrt mit 20 km/h | Frankfurt am Main |